# بحيرة أديرونداك
بحيرة اديرونداك، هي بحيرة تقع في ولاية نيويورك. يتدفق التيار عبر الجدول إلى بحيرة اباناكي. أنواع الأسماك الموجودة في البحيرة البيك الشمالي، المصاصة البيضاء، الباس الكبير، الثور الأسود، الجرف الأصفر، الباس الصخري، وسمك القرع. هناك نقل أسفل الشاطئ الجنوبي الشرقي بالقرب من السد.